# Colline-Beaumont
Colline-Beaumont település Franciaországban, Pas-de-Calais megyében. Lakosainak száma 129 fő (2022. január 1.). Colline-Beaumont Conchil-le-Temple, Tigny-Noyelle, Quend és Villers-sur-Authie községekkel határos.

## Népesség
A település népességének változása:
| Lakosok száma | 133  | 137  | 142  | 137  | 134  | 131  | 128  | 130  | 129  |
|               | 2013 | 2015 | 2016 | 2017 | 2018 | 2019 | 2020 | 2021 | 2022 |